# Октахлородиренат(III) тетра-н-бутиламмония
Октахлородиренат(III) тетра-н-бутиламмония — неорганическое соединение,
соль тетра-н-бутиламмония и октахлородирениевой кислоты
с формулой [N(C4H9)4]2Re2Cl8,
голубые кристаллы.

## Получение
- Реакция нонахлорида трирения и хлорида диэтиламмония в инертной атмосфере:

{\displaystyle {\mathsf {3Re_{3}Cl_{9}+6(C_{2}H_{5})_{2}NH_{2}Cl\ {\xrightarrow {220^{o}C}}\ 6(C_{2}H_{5})_{2}NH_{2}^{+}+3Re_{2}Cl_{8}^{2-}}}}
с последующим добавлением хлорида тетра-н-бутиламмония:
{\displaystyle {\mathsf {Re_{2}Cl_{8}^{2-}+2[N(C_{4}H_{9})_{4}]Cl\ {\xrightarrow {220^{o}C}}\ [N(C_{4}H_{9})_{4}]_{2}Re_{2}Cl_{8}\downarrow +2Cl^{-}}}}
- Восстановление перрената калия фосфорноватистой кислотой:

{\displaystyle {\mathsf {2KReO_{4}+4H_{3}PO_{2}+8HCl\ {\xrightarrow {90^{o}C}}\ Re_{2}Cl_{8}^{2-}+4H_{3}PO_{3}+4H_{2}O+2K^{+}}}}
с последующим добавлением хлорида тетра-н-бутиламмония:
{\displaystyle {\mathsf {Re_{2}Cl_{8}^{2-}+2[N(C_{4}H_{9})_{4}]Cl\ {\xrightarrow {220^{o}C}}\ [N(C_{4}H_{9})_{4}]_{2}Re_{2}Cl_{8}\downarrow +2Cl^{-}}}}

## Физические свойства
Октахлородиренат(III) тетра-н-бутиламмония образует голубые диамагнитные кристаллы
моноклинной сингонии,
пространственная группа P 21/c,
параметры ячейки a = 1,0933 нм, b = 1,5412 нм, c = 1,6435 нм, β = 122,27°, Z = 2.
Растворяется в метаноле, ацетоне, ацетонитриле с образованием растворов голубого цвета.
Растворы устойчивы на воздухе при подкислении их несколькими каплями соляной кислоты.